# Désiré Keteleer
Désiré Keteleer (Anderlecht, 13 giugno 1920 – Rebecq-Rognon, 17 settembre 1970) è stato un ciclista su strada belga.
Professionista tra il 1942 ed il 1961.
Vinse, nel 1947, la prima edizione del Tour de Romandie. Fra i suoi successi figurano anche la Freccia Vallone del 1946, una tappa al Tour de France e due al Giro d'Italia. Muore a soli 50 anni per problemi cardiaci.

## Palmarès
- 1945 (Groene Leeuw & Dilecta, due vittorie)

3ª tappa Giro del Belgio (Bruxelles > Ciney > Bruxelles)
5ª tappa Giro del Belgio (Bruxelles > Chimay > Bruxelles)
- 1946 (Groene Leeuw & Dilecta, due vittorie)

Freccia Vallone
Bruxelles-Spa
5ª tappa Giro del Belgio (Mons > Charleroi)
- 1947 (Dilecta, otto vittorie)

Kampenhout-Charleroi-Kampenhout
Circuito Escaut-Dendre-Lys
Circuit des 11 villes
1ª tappa, 2ª semitappa Tour de Romandie (Morges > Sierre)
2ª tappa Tour de Romandie (Sierre > Friburgo)
Classifica generale Tour de Romandie
6ª tappa Tour de Suisse (Ginevra > Basilea)
7ª tappa Tour de Suisse (Basilea > Zurigo)
- 1948 (Bianchi & Dilecta, tre vittorie)

Roubaix-Huy
Circuit des Régions Frontalières (Mouscron)
11ª tappa Giro d'Italia (Fiuggi > Perugia)
- 1949 (Bianchi & Dilecta, una vittoria)

15ª tappa Tour de France (Marsiglia > Cannes)
- 1950 (Bianchi, sei vittorie)

1ª tappa, 2ª semitappa Tour de Romandie (Vevey > Sierre)
5ª tappa Giro di Germania (Gießen > Zweibrücken)
8ª tappa Giro di Germania (Durlach > Waldshut)
13ª tappa, 1ª semitappa Giro di Germania (Ratisbona > Neumarkt)
16ª tappa Giro di Germania (Kassel > Einbeck)
3ª tappa Volta a Catalunya (Tortosa > Reus)
- 1952 (Bianchi, due vittorie)

1ª tappa Tour de Suisse (Zurigo > Basilea)
4ª tappa Giro d'Italia (Siena > Roma)
- 1953 (Bianchi, una vittoria)

4ª tappa Giro dell'Africa del Nord
- 1957 (Carpano, una vittoria)

1ª tappa Parigi-Nizza (Parigi > Bourges)
1958 (Carpano, una vittoria)
5ª tappa Tour de Suisse (Berna > Sierre)

### Altri successi
- 1947 (Dilceta)

1ª tappa Gran Prix Prior (cronometro a squadre)
- 1953 (Bianchi)

Campionato belga, Cronometro a squadre
- 1959 (Carpano)

Campionato dell'Hainaut (A squadre)

## Piazzamenti

### Grandi giri
- Giro d'Italia

1948: ritirato (non partito 18ª tappa)
1950: 42º
1951: 60º
1952: 33º
1955: 59º
1958: 29º
1959: 30º
- Tour de France

1949: 34º
1957: 17º

### Classiche
- Milano-Sanremo

1948: 36º
1949: 54º
1950: 7º
1952: 34º
1953: 15º
1954: 7º
1957: 12º
1958: 10º
1959: 35º
1960: 20º
1961: 99º
- Giro delle Fiandre

1943: 25º
1945: 23º
1952: 7º
1953: 2º
1957: 10º
1958: 20º
- Parigi-Roubaix

1948: 17º
1949: 12º
1951: 74º
1952: 6º
1953: 8º
1957: 45º
1959: 14º
1960: 27º
1961: 68º
- Liegi-Bastogne-Liegi

1943: 12º
1946: 30º
1947: 29º
1949: 45º
1952: 16º
1956: 6º
- Giro di Lombardia

1954: 83º
1956: 57º
1958: 97º
1959: 97º